# Toyota Carina
De Carina was een compacte middenklasse personenauto van Toyota, dat van 1970 tot 2000 in productie was. Na de Corolla is de Carina de meest geproduceerde Toyota in de geschiedenis van het merk. In 1998 werd de Carina in Europa opgevolgd door de Toyota Avensis, en in 2000 in Japan door de Toyota Allion.

## Eerste generatie (TA12,TA14; 1970–1977)

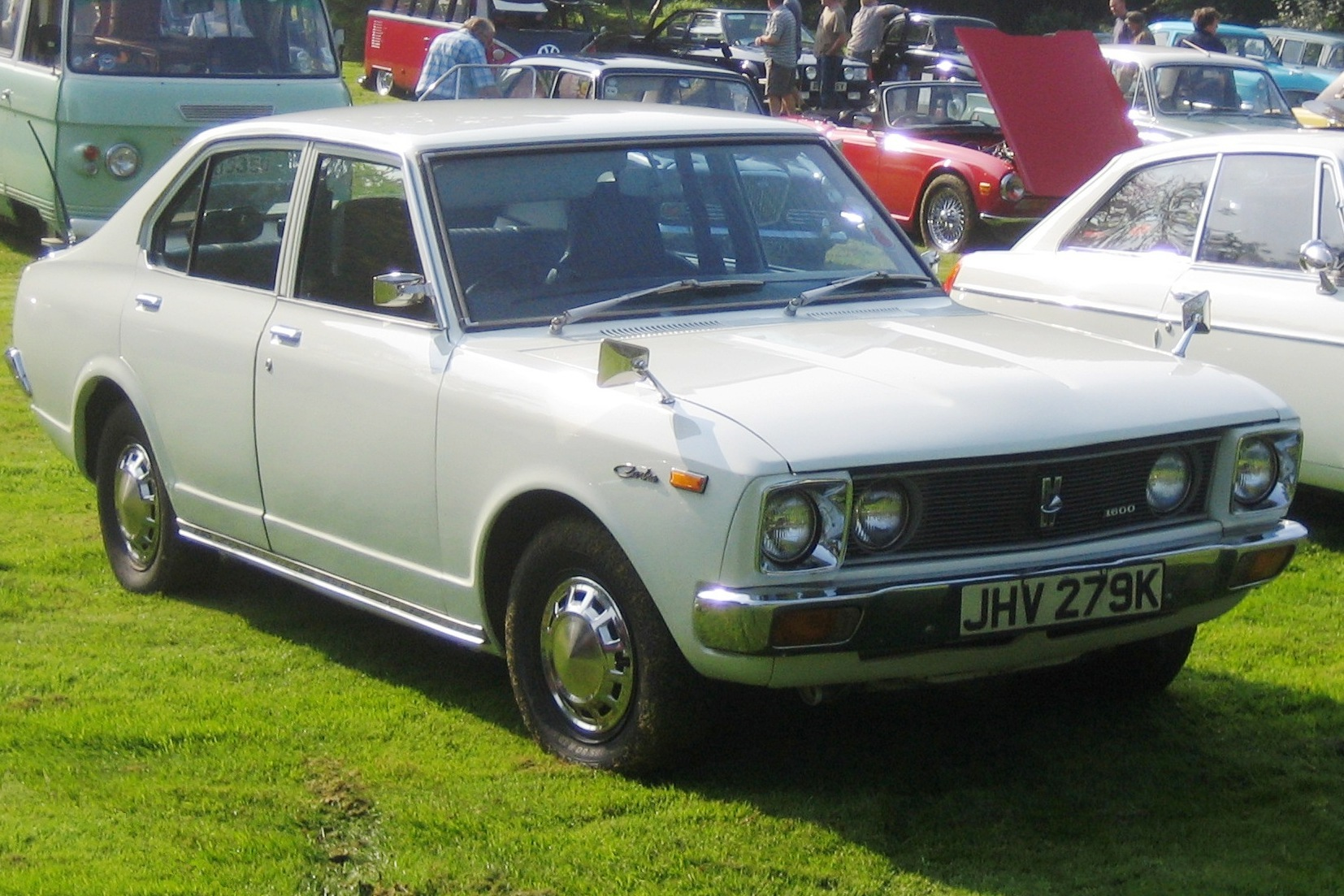
Carina 1.6 (1971)

De eerste Carina kwam in 1970 op de markt, tezamen met de op dezelfde bodemgroep gebouwde coupé, de Celica. De Carina was voorzien van een 1578 cc blok met onderliggende nokkenas, dat 75 pk bood. In eerste instantie was de auto voorzien van vier versnellingen, later werd ook een vijf versnellingsbak toegepast. In Europa werd de auto in drie tweedeursvarianten aangeboden: 1.6 Economic, 1.6 Special en 1.6 Deluxe.

## Tweede generatie (TA40; 1978-1982)

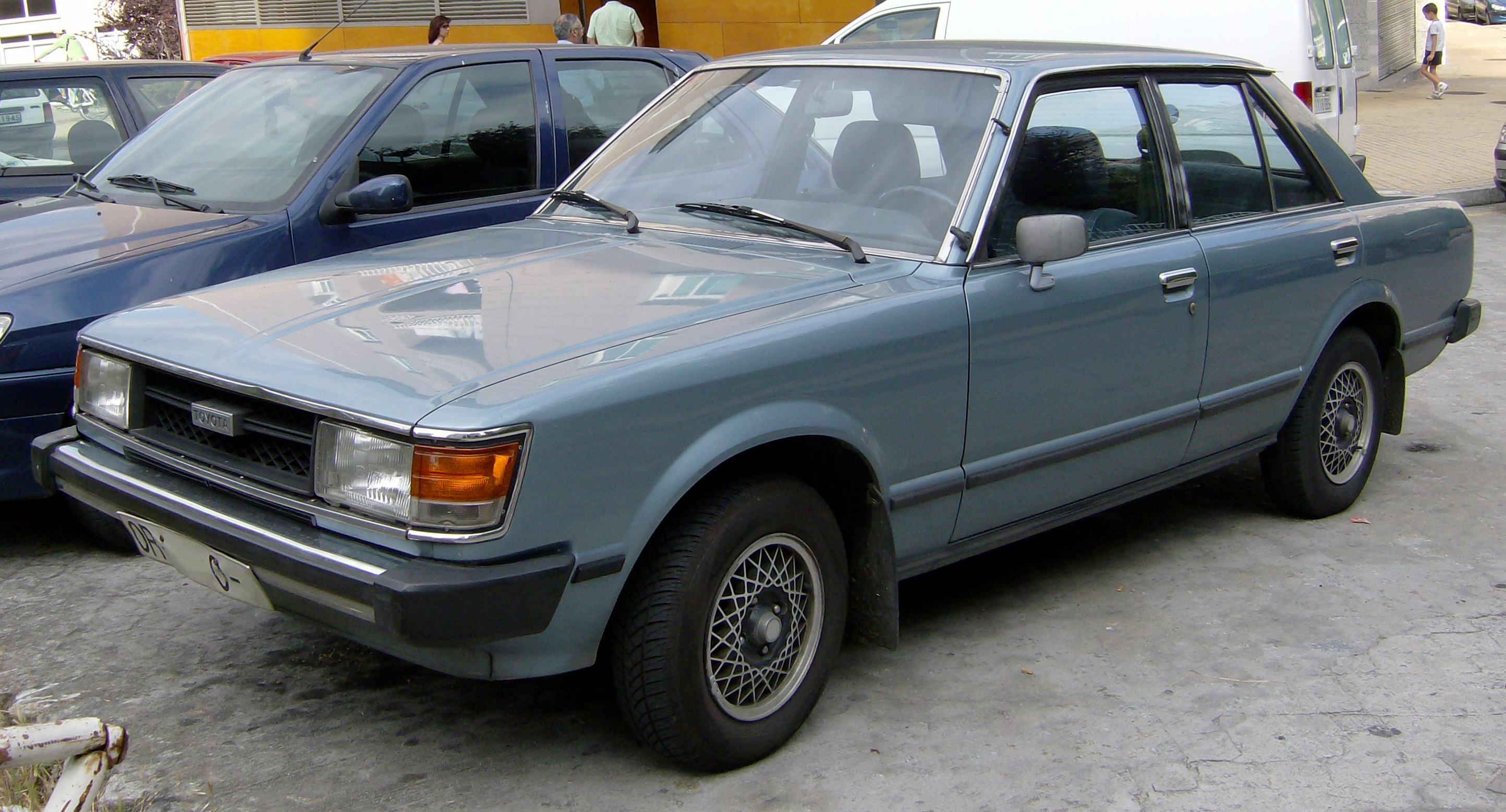
Carina (1981)

De tweede generatie was een nieuw ontwerp, de auto werd hoekiger dan zijn voorganger. De motoren waren ongewijzigd, naast het 75 pk blok was er al sinds 1973 een 86 pk blok met dubbele carburateur. De TA40 was leverbaar als twee- en vierdeurs sedan, en als stationwagon.

## Derde generatie (TA60,CT60; 1981-1984)
Bij het derde ontwerp werd de auto, conform de stijlgewoontes van die tijd, nog hoekiger en vierkanter. De TA60 was net als zijn voorgangers een achterwielaangedreven auto, waar de concurrentie al voorwielaandrijving bood. Naast de bekende benzinemotoren werd er nu ook een 1839 cc dieselmotor beschikbaar die 64 pk leverde. De belangrijkste concurrent voor de Carina in die tijd was de Nissan Bluebird.

## Carina II (AT15; 1983-1988)
De Toyota Corona werd in 1983 op de Europese markt als Carina II aangeboden, omdat de naam Carina daar beter zou liggen. Dit was de eerste voorwielaangedreven Carina, die leverbaar was als sedan en liftback. Er kon naar keuze een 1.6 liter benzine- of 2.0 liter dieselmotor worden besteld. Vanaf 1986 werd ook een 1.8 liter benzine injectiemotor leverbaar.

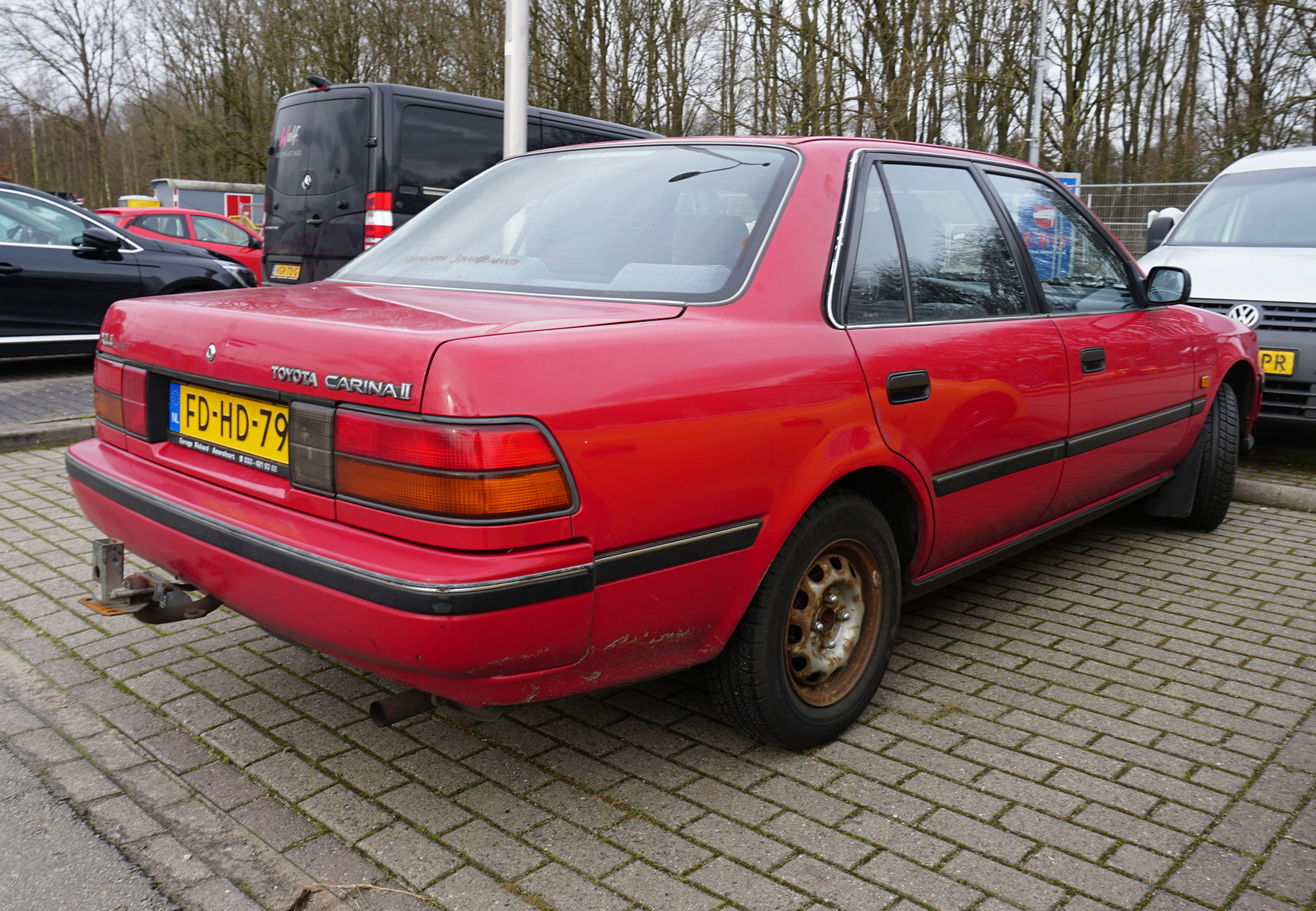

## Carina II (T17; 1988-1992)
Na model AT15 kwam in 1988 het tweede model Carina II op de markt. Er was een sedan-, liftback- en stationmodel leverbaar. 
Voor het eerst werden er zestienklepsmotoren gevoerd, de 1.6 4AF/4AFE (na 1990 met brandstofinspuiting) van resp. 90 en 105 pk en de 3S-GE tweeliter van 127 pk. Die laatste was er altijd als injectie. De 1.6 motor werd ook in een zeer bijzondere magere mengselvariant MMI gebruikt. Deze motor was voor dit model erg zuinig. Voor de kilometervreters was de 2C dieselmotor van 1975 cc leverbaar.  Deze ongeblazen diesel leverde 72 pk. 
Er waren diverse uitrustingsvarianten, een XLi, een GLi en een EXIV uitvoering. Deze laatste had standaard stuurbekrachtiging en voor de benzineuitvoeringen een toerenteller. De Carina II werd in 1992 opgevolgd door de Carina E.

## Carina E (T19; 1992-1997)

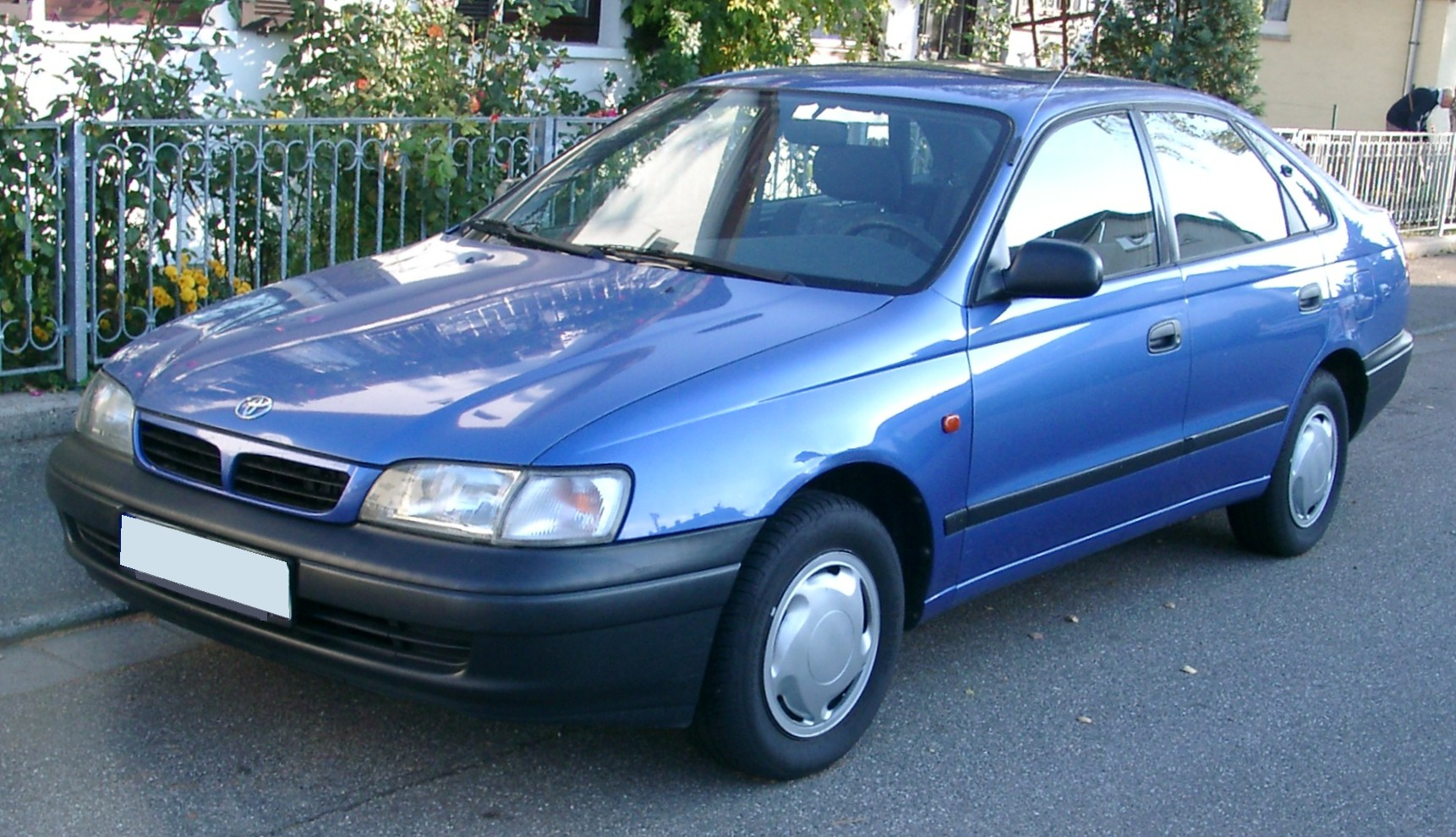
Toyota Carina E sedan

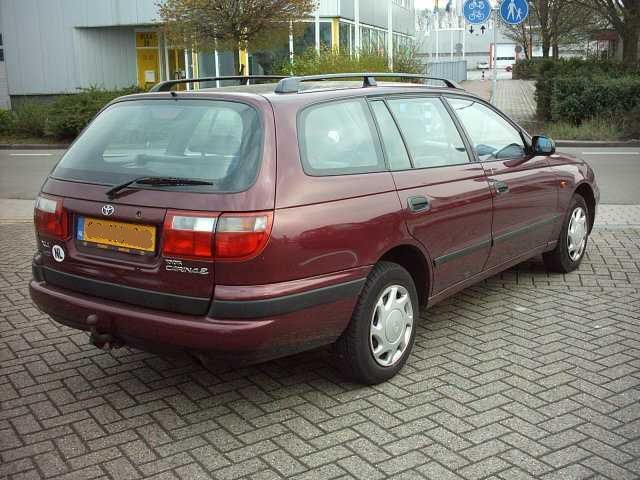
Carina E stationwagon (1997)

De Toyota Carina E werd geïntroduceerd in maart 1992 op de Autosalon van Genève. Nadat nog enige tijd de Carina E uit de Japanse fabriek kwam, werden latere modellen vanaf eind 1992 geproduceerd in de Britse Toyota-fabriek in Burnaston. Het GTi model met de tweeliter 3S-GE motor van 156 pk kwam altijd uit Japan. 
De Carina E was de eerste in Europa geproduceerde Toyota. Kwalitatief waren de auto's niet gelijk: De Engelse Carina's hebben nog weleens problemen met de stuurinrichting.
Het laatste Carina-model was de Carina E, waarbij de E het belang dat Toyota hechtte aan de Europese markt benadrukte. De Carina E werd in Japan als Toyota Corona verkocht. De Carina E werd met name populair omdat de auto relatief veel ruimte bood in vergelijk met concurrerende auto's.
De 1.6 liter en 1.8 liter-motoren beschikten over een z.g. lean-burn uitvoering. Hiermee wordt een arm brandstofmengsel gebruikt met relatief meer lucht dan normaal. Toyota paste deze techniek voor het eerst toe in de vierde generatie Carina (AT15, T150) modellen.
In september 1997 stopte de productie van de Carina E en werd de Carina opgevolgd door de Avensis.
Personenauto's (leverbaar): Aygo · bZ4X · Camry · Corolla · C-HR · Highlander · Land Cruiser · Mirai · Prius · RAV4 · (GR) Supra · Yaris · Yaris Cross

Bedrijfswagens: Hilux · Proace

Niet meer leverbaar: 1000 · 2000GT · 4Runner · Auris · Avensis · Avensis Verso · Carina · Celica · Corolla Verso · Corona · Cressida · Crown · Dyna · FunCruiser · GT86 · Hiace · iQ · LiteAce · MR2 · Paseo · Picnic · Previa · Starlet · Tercel · Urban Cruiser · Verso · Verso-S · Yaris Verso